# Palmares (Pernambuco)
Palmares is een gemeente in de Braziliaanse deelstaat Pernambuco. De gemeente telt 58.819 inwoners (schatting 2009).
Door de plaats loopt de rivier de Una.
De plaats is zetel van het rooms-katholieke bisdom Palmares.

## Ontstaansgeschiedenis
Palmares is ontstaan in het begin van de 17e eeuw als verzamelplaats voor gevluchte slaven van de suikerplantages uit de omgeving. Het was een vrije staat met als grootste dorp Macaco. Palmares was de grootste en bekendste vrijstaat uit de regio.
Saillant detail is dat in hun strooptochten ook buit gemaakt werd op slaven die tewerkgesteld werden door de gevluchte slaven zelf. 
In 1695 is de toenmalige staat door de lokale heersers teneergeslagen en van de kaart geveegd als dusdanig. Palmares kreeg zijn naam pas in de loop van de 19e eeuw. Voordien waren de namen Trombetas, Montes en Una in gebruik.

## Verkeer en vervoer
De plaats ligt aan de noord-zuidlopende weg BR-101 tussen Touros en São José do Norte. Daarnaast ligt ze aan de wegen PE-096, PE-103 en PE-126.

## Geboren
- Tunga (1952-2016), beeldhouwer en installatiekunstenaar